# Dmitrij Vasiljev
Dmitrij Viktorovitsj Vasiljev (ryska: Дмитрий Викторович Васильев), född 26 december 1979 i Ufa i republiken Basjkirien, är en rysk backhoppare som representerar CSK/Lokomotiva Ufa.

## Karriär
Dmitrij Vasiljev debuterade internationellt i världscupen i skidflygningsbacken Čerťák i Harrachov i Tjeckien 20 december 1998 och blev nummer 46. Vasiljev har hittills tävlat 12 säsonger i världscupen. Han har två andraplatser i deltävlingar i världscupen, nyårstävlingen i tysk-österrikiska backhopparveckan i Garmisch-Partenkirchen 2001 och i stora Lysgårdsbakken i Lillehammer i Norge. Han blev som bäst nummer 5 totalt i världscupen säsongen 2008/2009. I backhopparveckan blev han nummer 5 sammanlagt säsongerna 2007/2008 och 2008/2009. Han blev nummer tre i öppningstävlingen i Schattenbergschanze i Oberstdorf 29 december 2008 och i avslutningstävlingen i Paul-Ausserleitner-Schanze i österrikiska Bischofshofen 6 januari 2009.
Vasiljev deltog i Skid-VM 1999 i Ramsau am Dachstein i Österrike. Han tävlade i de individuella grenarna och blev nummer 60 (normalbacken) och 39. Under Skid-VM 2003 i Val di Fiemme i Italien blev han nummer 49 i normalbacken och nummer 32 i stora backen. I VM 2005 i Oberstdorf tävlade han i alla grenar. I de individuella tävlingarna blev han nummer 23 (normalbacken) och 22 (stora backen) och i lagtävlingarna blev han tillsammans med ryska laget nummer 5 i normalbacken och nummer 6 i stora backen. I lagtävlingen i normalbacken var ryssarna 30,0 poäng från en bronsmedalj. Vasiljev tävlade också i VM 2007 i Sapporo i Japan där han blev nummer 7 i stora backen och nummer 10 i normalbacken. I lagtävlingen blev Ryssland nummer 6. Under VM 2009 i Liberec i Tjeckien blev han nummer 10 i normalbacken, nummer 7 i stora backen och nummer 9 i lagtävlingen. I VM 2011 i Oslo i Norge blev han nummer 39 individuellt och nummer 9 i lagtävlingen i normalbacken (Midtstubakken) och nummer 9 i lagtävlingen i stora backen (Holmenkollen).
Dmitrij Vasiljev tävlade i olympiska spelen 2006 i Turin i Italien. Där blev han nummer 10 i normalbacken och nummer 17 i stora backen i Pragelato. I lagtävlingen blev ryska laget nummer åtta, 93,3 poäng från en bronsmedalj.
Vasiljev har startad i fyra skidflygnings-VM, i Vikersund 2000 där han blev nummer 24, i Kulm 2006 där han blev nummer 16 individuellt och nummer 7 i lagtävlingen, i Oberstdorf 2008 där han deltog i lagtävlingen och blev nummer 5 och i Vikersund 2012 där han blev nummer 7 med ryska laget.
Dmitrij Vasiljev blev dubbel rysk mästare individuellt 2012. Han har också två bronsmedaljer från tidigare ryska mästerskap.

## Doping
Dmitrij Vasiljev blev 2001 dömd för doping då han testade positivt på Furosemid, ett diuretikum (vätskedrivande medel). Han förlorade två tredjeplaceringar i deltävlingar i världscupen (i Innsbruck och i Sapporo) och dömdes till två års avstängning. 